# جک (فیلم ۲۰۱۴)
جک (به انگلیسی: Jack) فیلمی در ژانر درام به کارگردانی ادوارد برگر است که در سال ۲۰۱۴ منتشر شد.